# Liste der Biografien/Brue
Liste der Biografien |
Portal Biografien |
Personensuche
# |
A |
B |
C |
D |
E |
F |
G |
H |
I |
J |
K |
L |
M |
N |
O |
P |
Q |
R |
S |
T |
U |
V |
W |
X |
Y |
Z |
?
 
Ba |
Be |
Bd |
Bg |
Bh |
Bi |
Bj |
Bl |
Bm |
Bn |
Bo |
Br |
Bs |
Bu |
Bw |
By |
Bz
 
Bra |
Brc |
Brd |
Bre |
Brg |
Bri |
Brj |
Brk |
Brl |
Brn |
Bro |
Brp–Brt |
Bru |
Brv |
Bry |
Brz
 
Brua |
Brub |
Bruc |
Brud |
Brue |
Bruf |
Brug |
Bruh |
Brui |
Bruj |
Bruk |
Brul |
Brum |
Brun |
Brup |
Brur |
Brus |
Brut |
Bruu |
Bruv |
Bruw |
Brux |
Bruy |
Bruz
Die Liste der Biografien führt alle Personen auf, die in der deutschsprachigen Wikipedia einen Artikel haben. Dieses ist eine Teilliste mit 54 Einträgen von Personen, deren Namen mit den Buchstaben „Brue“ beginnt.

## Brue
- Brué, Adrien-Hubert (1786–1832), französischer Kartograf
- Brue, André (1654–1738), Generaldirektor der französischen Senegal Company

### Bruec
- Brueck, Ralf (* 1966), deutscher Fotokünstler
- Bruecker, Franziska (* 1989), Schweizer Musikerin und Komponistin
- Bruecker, Johann (1881–1965), US-amerikanischer Geschäftsmann und der Erfinder des Trockenrasierers
- Brueckner, Alfred (1861–1936), deutscher Klassischer Archäologe
- Brueckner, Jan (* 1950), US-amerikanischer Wirtschaftswissenschaftler und Hochschullehrer
- Brueckner, Keith (1924–2014), US-amerikanischer theoretischer Physiker

### Brueg
- Bruegel, Pieter der Ältere († 1569), flämischer Maler, Maler der niederländischen RenaissancePieter Bruegel der Ältere († 1569)

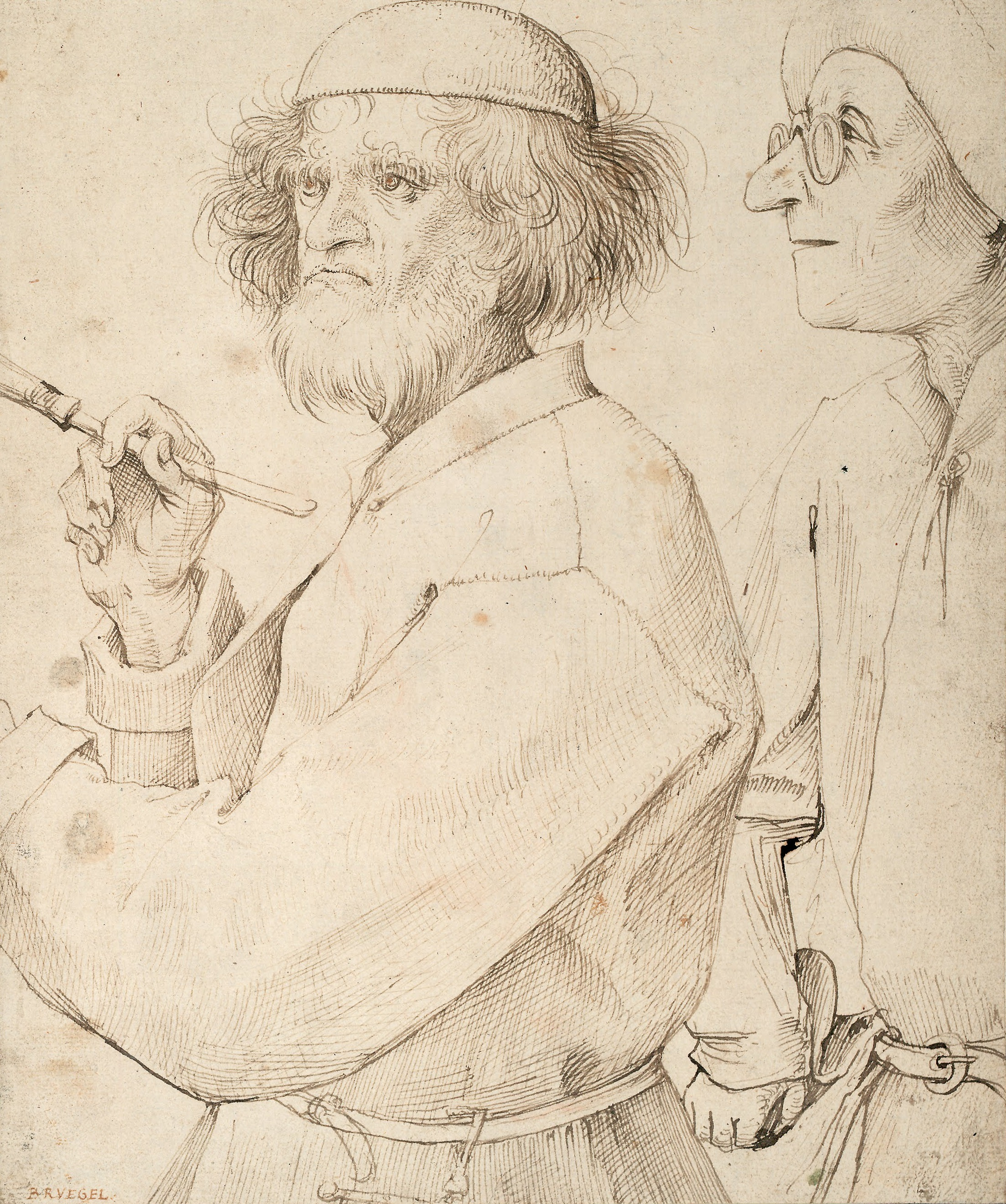
Pieter Bruegel der Ältere († 1569)

- Brueggemann, Walter (1933–2025), US-amerikanischer evangelischer Theologe (Alttestamentler)
- Brueggergosman, Measha (* 1977), kanadische Sängerin (Sopran)
- Brueghel, Abraham († 1697), flämischer Maler
- Brueghel, Jan der Ältere (1568–1625), flämischer Maler
- Brueghel, Jan der Jüngere (1601–1678), flämischer Maler
- Brueghel, Pieter der Jüngere (1564–1638), flämischer Maler
- Brueghel, Pieter III., flämischer Maler

### Brueh
- Bruehl, Hein (* 1938), deutscher Hörspielautor und -regisseur
- Bruehl, Thierry (* 1968), deutsch-französischer Theater- und Musiktheaterregisseur

### Bruel
- Brüel, Birgit (1927–1996), dänische Sängerin und Schauspielerin
- Brüel, Constanz (1892–1966), deutscher lutherischer Kirchenjurist
- Brüel, Dirk (* 1942), dänischer Kameramann
- Bruel, François-Louis (1881–1912), französischer Kunsthistoriker
- Brüel, Ludewig August (1773–1838), Hannoverscher Münzmeister
- Brüel, Ludwig (1818–1896), deutscher Jurist und Politiker (Deutsch-Hannoversche Partei), MdR
- Brüel, Ludwig (1871–1949), deutscher Zoologe
- Brüel, Max (1927–1995), dänischer Jazzmusiker (Piano, Alt-, Tenor- und Baritonsaxophon), Architekt und Maler
- Brüel, Nicolaj (* 1965), dänischer Kameramann
- Bruel, Patrick (* 1959), französischer Sänger und SchauspielerPatrick Bruel (* 1959)

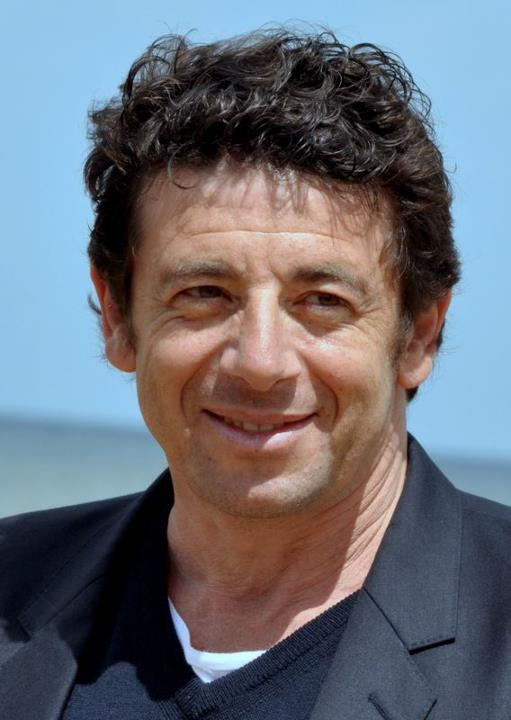
Patrick Bruel (* 1959)

- Brüel, Theodor Wilhelm (1810–1885), Königlich Hannoverscher Münzmeister
- Bruelheide, Helge (* 1962), deutscher Biologe und Hochschullehrer
- Bruelheide, Ralf (* 1967), deutscher Handballspieler

### Bruem
- Bruemmer, Fred (1929–2013), kanadischer Tierfotograf und Schriftsteller

### Bruen
- Bruen, Ken (1951–2025), irischer Schriftsteller
- Bruenauer, Otto (1877–1912), österreichischer Maler
- Bruendel, Steffen (* 1970), deutscher Historiker sowie Wissenschafts- und Kulturmanager
- Bruening, Justin (* 1979), US-amerikanischer Schauspieler und Model
- Bruens, Johan (1923–2005), niederländischer Neurologe und Psychiater sowie Epileptologe
- Bruens, Reinhold (1905–1992), deutscher Kommunalpolitiker (FDP)

### Bruer
- Bruer, Carl (1869–1939), deutscher Unternehmer und Fabrikant sowie Schriftsteller
- Bruer, Stephanie-Gerrit (* 1960), deutsche Klassische Archäologin und Museumsdirektorin
- Bruère, André (1880–1943), französischer Diplomat
- Bruère, Guillaume (* 1976), französischer Maler, Zeichner, Bildhauer und Performer
- Brueren, François (* 1940), belgischer Eisschnellläufer

### Brues
- Brues, Alice Mossie (1913–2007), US-amerikanische Anthropologin
- Brües, Eva (1927–2009), deutsche Kunsthistorikerin
- Brües, Otto (1897–1967), deutscher Schriftsteller
- Brüesch, Barbara-David (* 1975), Schweizer Theaterregisseurin
- Brueske, Klaus (1938–1962), deutsches Todesopfer der Berliner Mauer

### Bruey
- Bruey, Stéphane (1932–2005), französischer Fußballspieler
- Brueys d’Aigalliers, François-Paul (1753–1798), Kommandeur der französischen Flotte in der Schlacht bei AbukirFrançois-Paul Brueys d’Aigalliers (1753–1798)

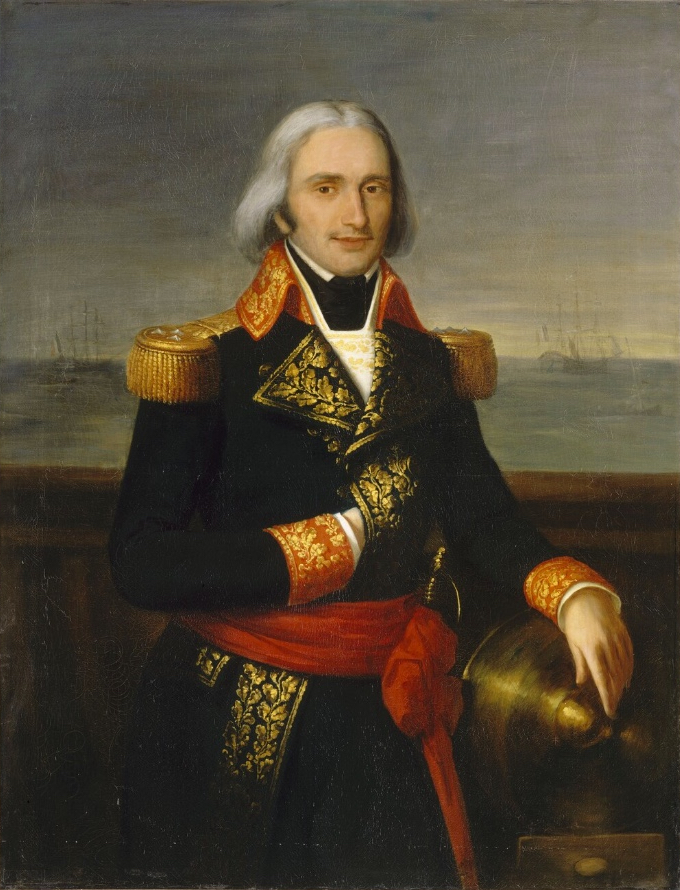
François-Paul Brueys d’Aigalliers (1753–1798)

- Brueys, Claude (1570–1650), französischer Dichter okzitanischer Sprache
- Brueys, David-Augustin de (1640–1723), französischer Theologe und Theaterschriftsteller
- Brueys, Jan Richard de (1778–1848), niederländischer Rechtswissenschaftler
- Brueys, Philippe de (1682–1742), preußischer Gouverneur des Kantons Neuenburg